# Zapuže pri Ribnici

Lega kraja v Atlasu okolja

Zapuže pri Ribnici je naselje v Občini Ribnica na Dolenjskem. Spada v Jugovzhodna statistično regijo. 
Leta 1953 je bilo naselje iz Zapuže preimenovano v Zapuže pri Ribnici.
Cerkev, zgrajena na Mali gori vzhodno od vasi, je posvečena sveti Ani in spada pod župnijo Ribnica. V pisnih dokumentih se prvič omenja leta 1576, obnovljena je bila leta 1623 in v 19. stoletju. Njen glavni oltar je iz leta 1889. Cerkev je zgrajena na mestu prazgodovinske zgradbe. V srednjem veku je bila cerkev utrjena v protiturški tabor, da bi služila kot zatočišče v času turških napadov.